# USS Uhlmann
Lo USS Uhlmann (hull classification symbol DD-687) fu un cacciatorpediniere della United States Navy, entrato in servizio nel novembre 1943 come parte della classe Fletcher.
Attivo durante la seconda guerra mondiale, il cacciatorpediniere operò sul fronte del Pacifico contro le forze dell'Impero giapponese, prendendo parte in particolare alla campagna delle Filippine (compresa la decisiva battaglia del Golfo di Leyte), alla campagna delle isole Vulcano e Ryūkyū e ai bombardamenti navali del Giappone. Nel dopoguerra il cacciatorpediniere fu più volte schierato nelle acque dell'Estremo Oriente, svolgendo due separati turni di servizio bellico durante la guerra di Corea e operando spesso al largo di Taiwan durante i periodi di tensione con la Repubblica popolare cinese; negli anni 1960 l'Uhlmann servì operativamente anche al largo delle coste dell'Indocina durante il periodo della guerra del Vietnam.
Ultimo cacciatorpediniere della classe Fletcher a essere ritirato dal servizio nella US Navy, l'Uhlmann fu ufficialmente radiato il 15 luglio 1972 venendo avviato alla demolizione nel marzo 1974.

## Storia

### Entrata in servizio e prime operazioni
Impostata il 6 marzo 1943 nei cantieri della Bethlehem Steel di Staten Island, la nave venne varata il 30 luglio dello stesso anno con il nome di Uhlmann in onore di Robert William Uhlmann, un alfiere della US Navy caduto nel corso dell'attacco di Pearl Harbor del 7 dicembre 1941; madrina del varo fu C. F. Uhlmann, madre dell'alfiere Uhlmann. La nave entrò quindi ufficialmente in servizio il 22 novembre 1943, intraprendendo una crociera di messa a punto nelle acque di Bermuda prima di essere aggregata al Destroyer Squadron 56 il 24 gennaio 1944; dopo aver scortato la portaerei USS Wasp a Trinidad, il cacciatorpediniere transitò per il canale di Panama e raggiunse il 16 febbraio San Francisco, salpando il giorno dopo per trasportare del personale alle Hawaii. Arrivato a Pearl Harbor il 23 febbraio, l'Uhlmann svolse nei mesi seguenti manovre di addestramento e occasionali missioni di scorta ai convogli nelle acque delle Hawaii. La mattina del 24 aprile, mentre svolgeva una di queste esercitazioni, l'unità fu accidentalmente speronata dal cacciatorpediniere USS Benham, riportando un vasto squarcio nello scafo sotto la linea di galleggiamento che portò all'allagamento della sala macchine di prua; la nave fu trainata a Pearl Harbor il 26 aprile e, dopo riparazioni sommarie, si trasferì poi a San Francisco il 24 maggio dove fu sottoposta a due mesi di lavori di risistemazione.
In agosto l'Uhlmann tornò a Pearl Harbor, riprendendo con le manovre di addestramento fino al 18 settembre 1944, quando lasciò Oahu di scorta alla nave da battaglia USS South Dakota diretta alla base avanzata di Manus nelle Isole dell'Ammiragliato; mentre era ancora in viaggio il cacciatorpediniere ricevette l'ordine di dirigere all'ancoraggio di Ulithi nelle Isole Caroline, dove il 30 settembre entrò in forza alla United States Third Fleet. Il 3 ottobre seguente Ulithi fu colpita da un violento tifone e l'Uhlmann riportò vari danni allo scafo dopo urti con le unità ancorate vicino; il cacciatorpediniere dovette compiere un'uscita di emergenza dall'ancoraggio con il resto della flotta, riportando altri danni a causa delle ondate del mare in tempesta. La nave rientrò a Ulithi il 4 ottobre, ricevendo riparazioni in loco prima di salpare, il 6 ottobre, per unirsi alla Task Force 38 della Third Fleet il giorno seguente.

### La campagna delle Filippine

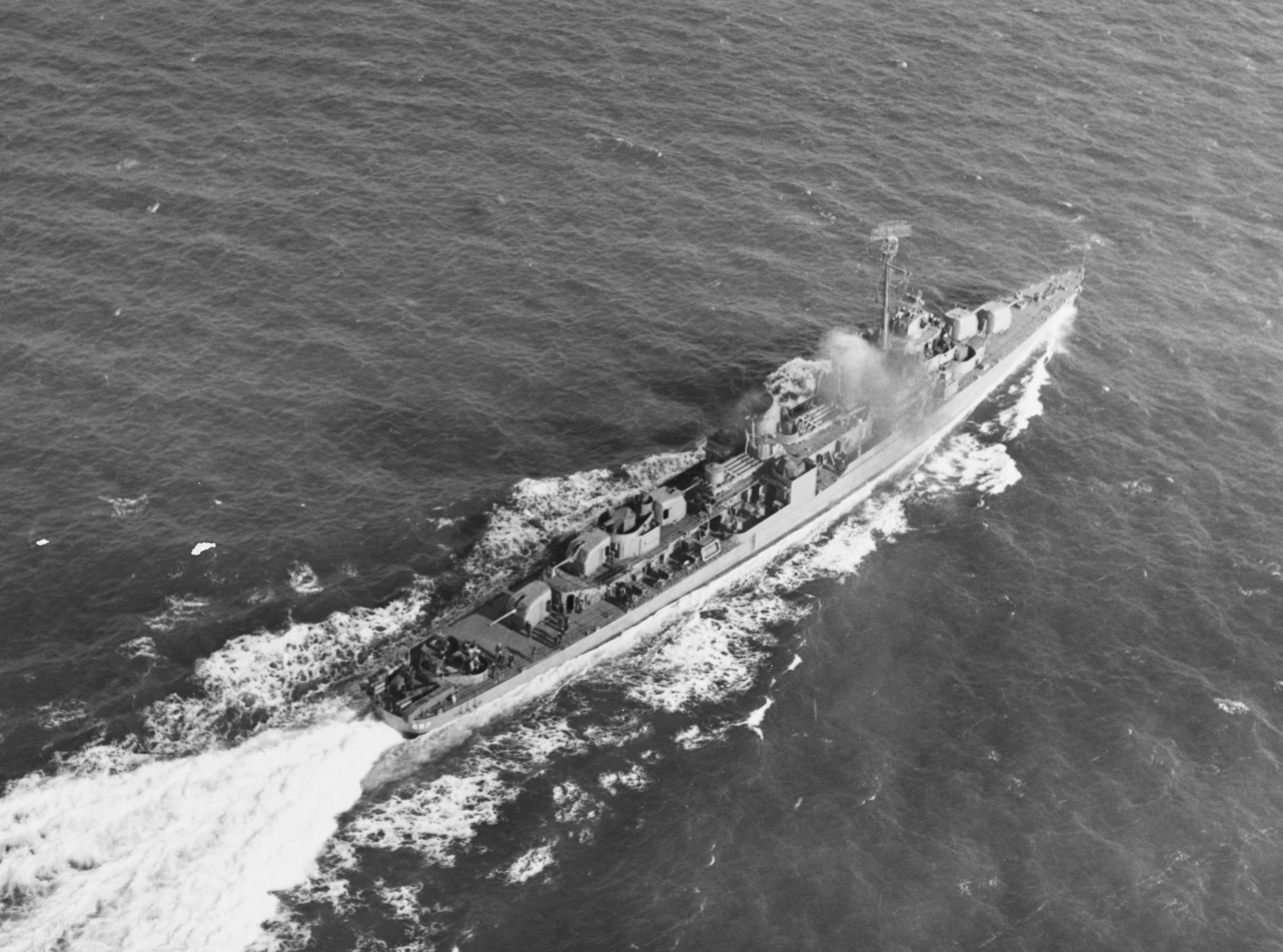
L'Uhlmann in navigazione ad alta velocità nel dicembre 1943

A partire dal 9 ottobre l'Uhlmann scortò le portaerei della Third Fleet durante una serie di raid contro le basi giapponesi nelle Ryūkyū, mossa preliminare all'avvio della liberazione delle Filippine. Dal 12 ottobre e fino al 15 ottobre, invece, la Third Fleet lanciò attacchi martellanti contro le basi giapponesi a Formosa; l'Uhlmann fu chiamato più volte a impiegare il suo armamento antiaereo per proteggere le portaerei statunitensi dai contrattacchi dei velivoli giapponesi, abbattendo non meno di tre apparecchi nemici il 12 ottobre. Tra il 16 e il 17 ottobre, infine, l'Uhlmann fornì scorta antiaerea e anti-sommergibili alle portaerei durante una serie di raid contro Luzon e la Baia di Manila, prima che la Third Fleet piegasse a est di Samar per andare ad appoggiare gli sbarchi statunitensi a Leyte il 20 ottobre. La flotta giapponese tentò di contrastare la mossa e, tra il 23 e il 26 ottobre, l'Uhlmann fu impegnato negli eventi della decisiva battaglia del Golfo di Leyte scortando le portaerei del Task Group 38.2 del contrammiraglio Gerald F. Bogan.
L'Uhlmann rimase aggregato al TG 38.2 anche nei giorni seguenti la grande battaglia, facendo da schermo alle portaerei impegnate a sostenere l'avanzata dei reparti statunitensi a Leyte e a battere le basi giapponesi su Luzon; il 29 ottobre, mentre conduceva una missione di soccorso in favore dell'equipaggio di un velivolo statunitense precipitato in mare, il cacciatorpediniere respinse un attacco aereo giapponese sferrato contro il TG 38.2. Dopo una nuova campagna di bombardamenti aerei su Luzon tra il 4 e il 6 novembre, il 7 novembre l'Uhlmann si separò dal TG 38.2 per rientrare a Ulithi e rifornirsi; durante il viaggio il cacciatorpediniere accusò allagamenti interni a causa delle ondate del mare in tempesta, e dovette sostare a Ulithi per le riparazioni fino al 16 novembre. Rientrato brevemente in forza al TG 38.2 il 17 novembre per una nuova serie di raid su Luzon, il cacciatorpediniere tornò a Ulithi il 22 novembre.
Dopo manovre di esercitazione condotte a Ulithi, dal 12 dicembre 1944 l'Uhlmann fu di nuovo aggregato in forza alla Task Force 38 della Third Fleet, scortando le portaerei durante una campagna di bombardamenti su Luzon e nelle isole vicine preparatoria allo sbarco dei reparti statunitensi a Mindoro il 13 dicembre; tra il 17 e il 20 dicembre il cacciatorpediniere e il resto della sua formazione dovettero sostenere in mare aperto le ondate di un nuovo tifone abbattutosi sulla zona, rientrando a Ulithi il 24 dicembre. Il 30 dicembre l'Uhlmann riprese il mare in forza al Task Group 38.1 della Third Fleet, proteggendo le portaerei durante una serie di nuovi attacchi alle basi giapponesi di Luzon e Formosa condotta a cavallo del nuovo anno; il 9 gennaio 1945 la Third Fleet penetrò da nord del Mar Cinese Meridionale per lanciare una campagna di attacchi contro le basi giapponesi in Indocina e a Hong Kong (operazione Gratitude), prima di rientrare a Ulithi il 26 gennaio. Qui la flotta passò dal comando dell'ammiraglio William Halsey a quella dell'ammiraglio Raymond Spruance, assumendo la designazione di United States Fifth Fleet.

### Azioni a Okinawa e al largo del Giappone
L'Uhlmann tornò in mare il 10 febbraio 1945, aggregato come unità di scorta alle portaerei del Task Group 58.2; tra il 16 e il 17 febbraio la formazione colpì le basi aeree giapponesi nella zona di Tokyo, con il cacciatorpediniere che si ritrovò preso di mira da alcuni velivoli nemici senza tuttavia riportare danni. Il 19 febbraio l'unità scortò le portaerei della Fifth Fleet durante gli sbarchi statunitensi a Iwo Jima, ma il 20 febbraio dovette abbandonare la formazione a causa di problemi ai motori rientrando a Ulithi per le riparazioni. L'Uhlmann tornò in forza al TG 58.2 il 16 marzo seguente per scortare le portaerei durante una serie di raid contro le basi giapponesi a Kyūshū tra il 17 e il 19 marzo, nel corso dei quali il cacciatorpediniere, distaccato come picchetto, abbatté due velivoli nemici e soccorse tre aviatori statunitensi finiti in mare. Mentre si riforniva in mare, il 20 marzo il TG 58.2 subì un duro attacco aereo giapponese che vide l'impiego anche di velivoli kamikaze; l'Uhlmann fu raggiunto da alcune schegge di bombe cadute nelle vicinanze, ma non accusò perdite tra l'equipaggio. Respinti altri attacchi aerei contro il TG 58.2 il 21 marzo, l'Uhlmann appoggiò il cacciatorpediniere USS Haggard nella caccia a un sommergibile giapponese avvistato sul radar; dopo che l'Haggard ebbe costretto all'emersione, speronato e affondando il battello nemico l'Uhlmann lo scortò a Ulithi per le riparazioni il 25 marzo.
L'Uhlmann si unì al TG 58.4 il 5 aprile, alternando il ruolo di picchetto radar davanti alla formazione con quello di scorta diretta delle portaerei durante una campagna di attacchi alle basi giapponesi di Okinawa, invasa dalle forze statunitensi il 1º aprile precedente. La formazione affrontò per diversi giorni attacchi di vaste formazioni di kamikaze giapponesi, e l'Uhlmann dovette sostenere diverse azioni di combattimento: il 17 aprile il cacciatorpediniere abbatté due apparecchi nemici per poi contribuire con le sue bombe di profondità all'affondamento del sommergibile giapponese I-56 che tentava di portarsi all'attacco delle formazioni statunitensi; il 29 aprile invece l'unità prestò soccorso al cacciatorpediniere Haggard, centrato da un kamikaze, scortandolo in salvo all'ancoraggio avanzato di Kerama Retto. L'Uhlmann lasciò quindi la zona di Okinawa l'11 maggio per rientrare a Ulithi il 14 maggio seguente.
Il cacciatorpediniere svolse un altro periodo di servizio con il TG 58.4 a Okinawa tra il 24 maggio e il 13 giugno, per poi trasferirsi alla base di San Pedro Bay a Leyte per riunirsi alla riformata Third Fleet dell'ammiraglio Halsey. A partire dalla metà di luglio 1945 l'Uhlmann accompagnò la Third Fleet nel corso di una campagna di bombardamenti costieri dello stesso Giappone; nella notte tra il 24 e il 25 luglio il cacciatorpediniere stesso partecipò con altre unità al bombardamento di una stazione radio giapponese presso Uwano Hanto sull'isola di Honshū.

### Il dopoguerra e la Corea

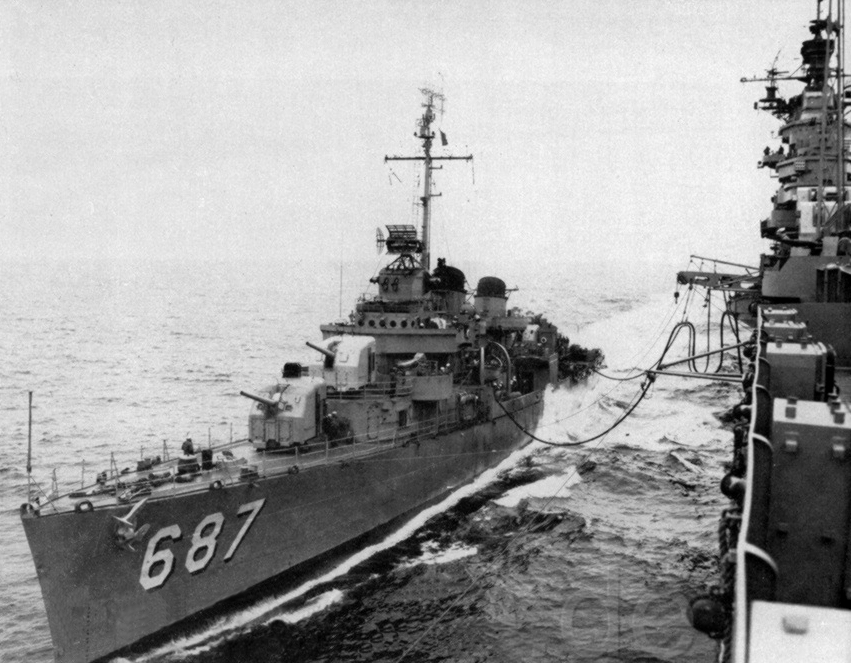
L'Uhlmann si rifornisce in mare dalla portaerei al largo della Corea nel 1951

L'Uhlmann continuò a operare in forza alla Third Fleet al largo del Giappone fino all'annuncio, il 15 agosto, dell'avvenuta resa dei nipponici; il 27 agosto il cacciatorpediniere fu tra le unità alleate che fecero il loro ingresso nella Baia di Sagami, presenziando quindi alla cerimonia di capitolazione di Giappone avvenuta il 2 settembre seguente nelle acque della Baia di Tokyo. L'unità fu quindi impegnata in compiti di occupazione nelle acque giapponesi, trasportando materiali e personale tra Iwo Jima e i porti nipponici; il 31 ottobre salpò da Yokosuka per rientrare, via Pearl Harbor, negli Stati Uniti, arrivando a Bremerton alla fine di novembre. Dopo alcuni lavori, il 24 aprile 1946 l'Uhlmann si trasferì a San Diego dove, il 14 giugno seguente, fu disarmato e posto in riserva; già il 12 agosto tuttavia l'unità fu riattivata per essere impiegata al largo di San Diego come nave scuola per il personale della riserva. L'Uhlmann fu ufficialmente riarmato e rimesso in servizio il 23 maggio 1950, intraprendendo una crociera di visita in vari porti dell'America centrale e meridionale affacciati sul Pacifico prima di rientrare a San Diego in luglio.
Dopo lo scoppio della guerra di Corea, il 16 giugno l'Uhlmann lasciò San Diego per andare a operare nelle acque coreane. Assegnato alla Task Force 77, il cacciatorpediniere operò come scorta alle portaerei dispiegate nel Mar del Giappone, conducendo anche bombardamenti costieri notturni delle postazioni nordcoreane; mentre conduceva una missione di osservazione al largo del porto di Wŏnsan il 20 agosto, il cacciatorpediniere fu inquadrato da una batteria di artiglieria costiera nordcoreana, ingaggiando un lungo scontro a fuoco prima di ricevere l'ordine di sganciarsi. Dopo essere stato distaccato per pattugliare le acque di Formosa e svolgere esercitazioni a Okinawa, in novembre l'Uhlmann tornò a operare nel Mar del Giappone con le portaerei della TF 77, prima di trasferirsi a Yokosuka il 22 gennaio 1952 e quindi rientrare a San Diego il 6 febbraio seguente per sottoporsi a estesi lavori di modernizzazione.
Tornato in servizio l'11 agosto 1952, il cacciatorpediniere lasciò San Diego per un nuovo turno di servizio in Corea protrattosi per i successivi sette mesi. Schierato principalmente come unità di scorta per i gruppi di portaerei, l'Uhlmann svolse anche pattugliamenti aniti-sommergibili nello stretto di Formosa come pure bombardamenti contro batterie di artiglieria, fabbriche, magazzini e postazioni nemiche lungo il litorale coreano; il 3 novembre, mentre conduceva un bombardamento di un tunnel ferroviario presso Hangwon in Corea del Nord, il cacciatorpediniere ingaggiò un prolungato duello di artiglieria contro le postazioni difensive costiere nordcoreane, silenziando alcuni cannoni nemici ma subendo anche danni leggeri oltre a 13 feriti tra l'equipaggio. Dopo una sosta a Hong Kong, la nave salpò da Yokosuka il 3 marzo 1953 per rientrare, dopo soste a Midway e Pearl Harbor, a San Diego il 19 marzo seguente.

### La guerra del Vietnam e le ultime operazioni

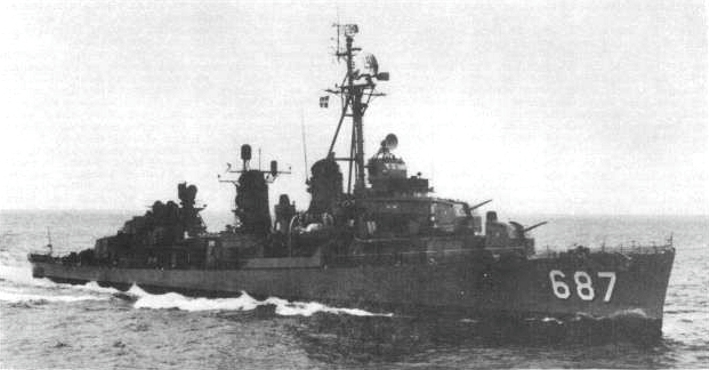
L'Uhlmann in navigazione in una foto degli anni 1960

Dopo aver svolto esercitazioni lungo la West Coast, l'Uhlmann arrivò a Yokosuka il 20 novembre 1953, pochi mesi dopo la conclusione delle ostilità in Corea, per un nuovo turno di servizio in Estremo Oriente. Nel corso dei successivi sette mesi il cacciatorpediniere svolse manovre di esercitazioni nelle acque giapponesi e coreane sia con le unità della US Navy che con elementi delle flotte francese e britannica dispiegati in loco, oltre a compiere visite nei porti delle Filippine e dell'Indocina e a imbarcare personale della Marina della Repubblica di Cina nazionalista per addestramento; nel marzo 1954, mentre interveniva in soccorso del mercantile cinese Kiang Shan finito incagliato in un bassofondo delle Isole Penghu, l'Uhlmann subì danni alle eliche e al timone dopo aver urtato il fondale, dirigendo quindi nella base navale della Baia di Subic nelle Filippine per le riparazioni.
Per i successivi quindici anni l'Uhlmann, normalmente schierato a San Diego e impegnato in esercitazioni e crociere di visita lungo la West Coast statunitense, svolse altri undici dispiegamenti nelle acque del Pacifico occidentale. Nel 1954 il cacciatorpediniere partecipò all'evacuazione delle truppe nazionaliste cinesi dalle Isole Dachen al largo della costa dello Zhejiang; nel 1958, con la seconda crisi dello stretto di Formosa in pieno svolgimento, la nave tornò a operare nelle acque attorno a Taiwan.
Negli anni 1960 l'Uhlmann svolse tre periodi di servizio bellico lungo le coste del Vietnam nell'ambito degli scontri della guerra del Vietnam: oltre a scortare le portaerei della US Navy, il cacciatorpediniere condusse anche svariate missioni di bombardamento costiero in appoggio ai reparti a terra, di soccorso agli aviatori abbattuti nel Golfo del Tonchino e di ricerca di navi nordvietnamite intente nel contrabbando di armi a favore dei Viet Cong sudvietnamiti. Dopo aver svolto un ultimo ciclo di esercitazioni nella zona delle Hawaii, all'inizio di ottobre 1969 l'Uhlmann rientrò sulla West Coast; di base a Tacoma, il cacciatorpediniere fu assegnato alle forze di riserva venendo quindi impiegato, nei successivi tre anni, solo in ruoli di addestramento nelle acque statunitensi e canadesi. Ormai il cacciatorpediniere più anziano ancora in servizio all'epoca nella US Navy e ultimo dei classe Fletcher a essere rimasto in attività sotto le insegne statunitensi, l'Uhlmann fu dichiarato inadatto al servizio il 24 novembre 1971, per poi venire ufficialmente radiato il 15 luglio 1972; lo scafo fu infine venduto per la demolizione il 21 marzo 1974.
In totale l'Uhlmann ricevette sette Battle star per il suo servizio nella seconda guerra mondiale, due per quello nella guerra di Corea e cinque per quello nella guerra del Vietnam.